# ウィリアン・リマ
ウィリアン・デ・ソウサ・エ・リマ（Willian de Sousa e Lima 2000年1月31日- ）はブラジル・サンパウロ州モジ・ダス・クルーゼス出身の柔道選手。階級は66kg級。

## 経歴
2017年の世界カデ団体戦で2位になった。2019年の世界ジュニアでは決勝で武岡毅を破って優勝した。2021年にはパンナム選手権と世界軍人選手権大会でも優勝した。2024年のパリオリンピックでは決勝まで進むも、オリンピックチャンピオンの阿部一二三に合技で敗れるが、銀メダルを獲得した。パリオリンピック混合団体では銅メダルを獲得した。
IJF世界ランキングは4260ポイント獲得で8位(24/7/22現在)。

## 主な戦績
- 2017年 - 世界カデ　団体戦　2位
- 2019年 - グランドスラム・ブラジリア　3位
- 2019年 - 世界ジュニア　優勝
- 2020年 - グランドスラム・ブダペスト　3位
- 2021年 - パンナム選手権　優勝
- 2021年 - 世界軍人選手権大会　優勝
- 2022年 - グランドスラム・アンタルヤ　2位
- 2023年 - グランドスラム・アンタルヤ　3位
- 2023年 - グランプリ・ザグレブ　優勝
- 2024年 - グランドスラム・タシケント　3位
- 2024年 - グランドスラム・トビリシ　3位
- 2024年 - パンナム・オセアニア選手権　優勝
- 2024年 - パリオリンピック　2位
- 2024年 -  パリオリンピック混合団体 3位

(出典、JudoInside.com)